# Пежхниця (Свентокшиське воєводство)
Пежхниця (пол. Pierzchnica) — місто в Польщі, у гміні Пежхниця Келецького повіту Свентокшиського воєводства.
Населення — 1128 осіб (2011).
У 1975-1998 роках село належало до Келецького воєводства. Мало міські права у 1359–1869, поновлені 1 січня 2019.

## Демографія
Демографічна структура на день 31 березня 2011 року:
|          | Загалом | Допрацездатний вік | Працездатний вік | Постпрацездатний вік |
| -------- | ------- | ------------------ | ---------------- | -------------------- |
| Чоловіки | 553     | 123                | 359              | 71                   |
| Жінки    | 575     | 108                | 332              | 135                  |
| Разом    | 1128    | 231                | 691              | 206                  |